# Slim Thug
Stayve Jerome Thomas, beter bekend als Slim Thug (Houston (Texas), 8 september 1980) is een Amerikaanse rapper.
Hij is de oprichter van de rap groep Boss Hogg Outlawz en een van de meest bekende rappers uit het zuiden van de Verenigde Staten. Slim Thug groeide op in het noorden van Houston en begon al jong met rappen. In de jaren negentig begon hij met mixtapes maken en in 2001 bracht hij zijn eerste officiële album uit samen met de rapper uit het zuiden van Houston (wat toen echt niet kon: een zuidelijke en een noordelijke rapper samen een album) E.S.G. genaamd Boss Hogg Outlaws. In 2003 deed hij hetzelfde maar dan met Lil' Keke: The Big Unit. In 2005 tekende hij bij Geffen Records en maakte zijn solodebuutalbum Already Platinum, dat erg goed verkocht en veel in de charts verscheen. Na de release van zijn album werd hij gevraagd voor een couplet op de single van Beyoncé Check On It wat een nummer 1-hit werd. Nu is hij bezig met zijn nieuwe album Boss Of All Bosses dat wordt verwacht in de zomer.

## Discografie

### Albums
- 2001: Boss Hogg Outlaws (met E.S.G.)
- 2003: The Big Unit (met Lil' Keke)
- 2005: Already Platinum
- 2007: Serve & Collect (met Boss Hogg Outlawz)
- 2008: Boss Of All Bosses
- 2010: Tha Thug Show

### Singles
- 2001: "Get Ya Hands Up" (met E.S.G.)
- 2004: "Like A Boss"
- 2005: "Three Kings" (met T.I. & Bun B)
- 2005: "I Ain't Heard Of That" (met Bun B & Pharrell)
- 2006: "Diamonds Remix" (met Young Jeezy, Killa Kyleon & Slick Pulla)
- 2006: "Incredible Feelin'" (met Jazze Pha)
- 2007: "Recognize A Playa" (met Boss Hogg Outlawz)
- 2007: "Ride On 4's" (met Boss Hogg Outlawz)
- 2007: "Wood Grain Wheel"
- 2007: "Theme Song (Hoggs On The Grind)"
- 2009: "I Run" (Met Yelawolf)

- Bibliothèque nationale de France: cb150615283 (data)
- Gemeinsame Normdatei: 135408679
- International Standard Name Identifier: 0000 0000 5520 5995
- Library of Congress Control Number: n2005068211
- MusicBrainz: e0f5273c-637e-4e10-8304-81f2f9a31523
- Virtual International Authority File: 24888695